# Arthfael ap Nowy
Pour les articles homonymes, voir Arthfael.
Arthfael ap Nowy roi de Gwent fl. décennie 970.

## Biographie
Arthfael ap Nowy est le fils et successeur de Nowy ap Gwriad et un descendant de Cadwgan ap Owain. il continue la faide familiale et tue son frère Elisedd. Arthfael est alors excommunié et craignant d'être dépossédé de l'héritage paternel il s'inflige de nombreuses  pénitences et obtient son expiation solennelle par le don de terres à l'évêque Gwgon (décédé en 982). Il succède donc à son père à une date indéterminée sans  doute dans la décennie 970 mais son règne est bref car il est à son tour assassiné par ses neveux Rhodri ap Elisedd et Gruffydd ap Elisedd qui lui succède en 983.